# Индейцы Канады
Инде́йцы (реже американские индейцы) — первые жители североамериканского континента (прежде называемого Вест-Индией, откуда и пошло само название «индейцы»), за исключением эскимосов и алеутов. Индейцы, эскимосы и алеуты вместе могут называться «коренные народы», «коренное население», «аборигенные народы».
Выражение «краснокожие» является устаревшим и сейчас не используется в английском языке. В англоязычной Канаде используют выражения Native Canadians (коренные канадцы), Native Peoples (коренное население), First Nations (первые народы) или Aboriginal Peoples (коренное население), причём, выражение First Nations (первые народы) не применяется к Métis (метисы) и Inuits (эскимосы). В Квебеке в настоящее время чаще используется выражение «Autochtone» (коренной житель). Однако эти выражения зачастую отвергаются заинтересованными лицами, которые предпочитают, чтобы их называли наименованиями их народов.
Согласно Квебекскому управлению французского языка, выражение première nation (первый народ) взятое и отделённое от названия Собрания первых народов, не должно использоваться как синоним выражений peuple (народ), communauté (община) или nation (нация, народ), а во множественном числе — как синоним выражений Autochtones (коренные жители), Indiens, Amérindiens (индейцы, американские индейцы), Métis (метисы) и Inuits (эскимосы).

## Демография
В XX веке численность индейцев в Канаде увеличилась в десять раз. В период между 1900 и 1950 население увеличилось лишь на 29 %, но после 1960-х годов уровень младенческой смертности в резервациях резко упал, и численность населения выросла на 161 %. Начиная с 1980-х годов число индейских младенцев увеличилось больше чем в два раза, и в настоящее время почти половина индейского населения моложе 25 лет. В результате численность индейского населения в Канаде, как ожидается, резко возрастёт в ближайшие десятилетия.
По переписи населения 2006 численность индейцев в Канаде составила 732 520 человек.

## Рабство среди индейцев
Ещё до прихода европейцев у индейцев существовало рабство; в рабов обращались пленники из враждебных племён. С приходом французов, а затем британцев, часть этих пленников стали продавать колонизаторам, которые использовали их в качестве рабов, но при этом поощряли принимать христианство, и в целом режим рабства в Канаде был мягче, чем в США, где существовал массовый рабский труд на плантациях. По численности аборигены-рабы в несколько раз превосходили рабов африканского происхождения, однако даже на пике рабовладения их число не превышало нескольких тысяч. В конце XVIII века было запрещено приобретать новых рабов, а британский закон об отмене рабства, принятый в 1830-х гг., окончательно упразднил его. Тем не менее, до 1970-х гг. в ряде племён запада Канады практиковалась дискриминация лиц, которые происходили от бывших рабов.

## Правовой статус
Королевская прокламация 1763 года определила принадлежность индейских земель племенам: «Поскольку является справедливым, разумным и важным для наших интересов, а также для безопасности наших колоний, чтобы некоторые нации и племена индейцев, с которыми мы имеем контакт и которые живут под нашей защитой, не обижались и не притеснялись в их правах на владение теми частями нашего доминиона, которые не были уступлены или приобретены нами, эти
земли резервируются за индейцами в качестве их охотничьих территорий».
В Канаде, в отличие от США, заключение договоров с племенами об уступке земель началось гораздо позже и продлилось дольше: с 1871 по 1921 годы. Содержание таких соглашений можно проследить на примере договора № 4, подписанного в 1874 году правительством и общинами кри и сото (передавалась часть Саскачевана): размер резерваций устанавливался в расчете 1 кв. миля (260 га) на семью из пяти человек, единовременно вождь получал в дар 25 долларов, а каждый член общины — 12 долларов, индейцам-охотникам полагались ежегодные поставки небольшого количества пороха, пуль и другого снаряжения, а тем, кто занимался земледелием, выделялся некоторый инвентарь, скот и семена. Со временем все больше распространялась практика отказа федеральных властей подписывать какие-либо
соглашения с индейцами. В результате в пределах границ Канадского доминиона оказались огромные территории, вообще не охваченные договорными обязательствами: прежде всего субарктические регионы от Ньюфаундленда, Лабрадора и северного Квебека на востоке до Северо-Западных территорий, Юкона и Британской Колумбии на западе. В 1951 году был принят Индейский акт: коренные жители получили право самоуправления через советы общин, закреплено деление на статусных и прочих индейцев. Только статусные индейцы освобождались от налогов на землю и имели право выбирать местные органы в резервациях.
В 1920 году для всех детей индейцев от 7 до 15 лет  сделали обязательным обучение в специальных школах-интернатах. Зачастую детей забирали из семей насильно или угрожали родителям тюрьмой, если они отказывались их отдавать. Ученикам интернатов запрещали говорить на родном языке, их заставляли трудиться на принудительных работах, зачастую подвергали физическим и сексуальным унижениям, а порой и убивали. В интернатах был очень высокий уровень смертности (прежде всего, от туберкулёза).
Вторая половина XX века — это время постепенного признания за индейцами ряда прав. Попытка премьер-министра П. Э. Трюдо уравнять индейцев в правах с остальными гражданами Канады (законопроект, известный как «белая книга 1969 г.») была ими отвергнута как мера «культурной ассимиляции». Опасения индейцев выглядели небеспочвенными в свете других мер, предпринятых Трюдо (в частности, политики принудительного изъятия индейских детей для их усыновления белыми, известной как «облава шестидесятых»). В том же 1969 году последняя канадская провинция сняла ограничения на участие индейцев в федеральных выборах. В 1973 году за нестатусными индейцами было признано право на владение землями при решении в их пользу судебных исков на неохваченные договорами территории. Конституционный акт 1982 года закрепил «признание и подтверждение существующих аборигенных и договорных прав коренных народов Канады».
В 1985 году изменён Индейский акт: устранено дискриминационное для индейских женщин положение, по которому они и их дети лишались права сохранять индейский статус и членство в общине в случае вступления в брак с неиндейцем, а ранее лишенные статуса по этой причине были в нём восстановлены. Данная норма, тем не менее, до настоящего времени оспаривается на уровне провинциальных судов в ряде индейских резерваций, пытающихся сохранить таким образом контроль за землёй и племенными привилегиями.
В 1994 году Правительство Канады признало свою вину перед коренными народами.

## Языковая проблема
Хотя с правами индейцев во второй половине XX века ситуация улучшилась, но резко ускорились темпы исчезновения индейских языков. В послевоенной Канаде быстро шла ассимиляция: если в 1951 году 15 % аборигенов считали родным английский язык, то в 1981 году он был родным почти для 60 % канадских индейцев и эскимосов. До 1970 года в Канаде не было ни одной школы в резервации, которую бы контролировали власти резервации, а в 1980 году их действовало уже 137, и в них обучалось 8 % индейских школьников.

## Крупные народы, существующие в Канаде

### До 1700
Самые известные народы:
- алгонкины (восточные леса)
  - кри
  - инну (монтанье и наскапи)
  - оджибве
  - микмаки
- ирокезы (восточные леса)
  - гуроны

### Переселившиеся из США
- Хункпапа (Великие равнины)
- Санти (Великие равнины)
- Делавары (Северо-Восток)
- Ирокезы (Северо-Восток)